# Marcello Spaccini
Marcello Spaccini (Roma, 31 luglio 1911 – Trieste, 25 marzo 1996) è stato un politico italiano.

## Biografia
Nato a Roma nel 1911 da famiglia modesta, si laureò in ingegneria civile e nel luglio 1937 entrò in servizio come allievo ispettore delle Ferrovie dello Stato. Sposatosi con Nella Prado il 22 gennaio 1938, si stabilì a Trieste, dove nacquero i figli Andrea, Marina e Mario.
Combatté nella seconda guerra mondiale e fu attivo durante la Resistenza comandando la Brigata Ferrovieri della divisione triestina "Domenico Rossetti". Si distinse particolarmente per la liberazione di don Edoardo Marzari, detenuto nelle carceri del Coroneo. Rifugiatosi a Venezia all'invasione jugoslava, rientrò poi a Trieste dove riprese l'attività professionale.
Iscritto alla Democrazia Cristiana, fu consigliere comunale del capoluogo giuliano dal 13 ottobre 1958. Rimasto nel frattempo vedovo, si sposò con Laura Mordax de Dachsenfeld nel 1960, anno in cui nacque anche il quarto figlio Paolo. Il 27 gennaio 1967 venne eletto sindaco di Trieste. In seguito al trattato di Osimo ci furono sollevazioni popolari in città, con molti triestini che persero la fiducia nel sindaco e nella DC: questo portò alla costituzione della Lista per Trieste, che portò al termine dell'amministrazione democristiana nel 1978 e l'elezione a sindaco di Manlio Cecovini.
Nel 1994 passò al Partito Popolare Italiano; morì a Trieste nel 1996.